# Luigi Simoni
Luigi Simoni (Crevalcore, 1939. január 22. – Pisa, 2020. május 22.) olasz labdarúgó, középpályás, edző.

## Pályafutása

### Játékosként
1959 és 1961 között a Mantova, 1961–62-ben a Napoli, 1962 és 1964 között ismét a Mantova, 1964 és 1967 között a Torino, 1967–68-ban a Juventus, 1968 és 1971 között a Brescia, 1971 és 1974 között a Genoa labdarúgója volt. 1962-ben a Napolival olaszkupa-győztes volt.

### Edzőként
1974 és 1978 között a Genoa, 1978 és 1980 között a Brescia, 1980 és 1984 között ismét a Genoa, 1984–85-ben a Pisa, 1985–86-ban a Lazio, 1986–87-ben ismét a Pisa, 1987–88-ban újra a Genoa vezetőedzője volt.
1988–89-ben az Empoli, 1989–90-ben a Cosenza, 1990 és 1992 között a Carrarese, 1992 és 1996 között a Cremonese szakmai munkáját irányította.
1996–97-ben a Napoli, 1997–98-ban az Internazionale, 1999–00-ben a Piacenza, 2000–01-ben a Torino csapatainál tevékenykedett. Az Interrel az 1997–98-as idényben UEFA-kupa-győzelmet ért el.
2001–02-ben a bolgár CSZKA Szofija, 2002–03-ban az Ancona, 2003–04-ben a Napoli, 2004–05-ben a Siena, 2005–06-ban a Lucchese vezetőedzőjeként dolgozott. 2011–12-ben a Gubbio csapatánál volt ideiglenes vezetőedző.

## Sikerei, díjai

### Játékosként
Napoli
- Olasz kupa (Coppa Italia)
  - győztes: 1962

### Edzőként
- Panchina d’Oro (1997–98)

 Internazionale
- UEFA-kupa
  - győztes: 1997–98